# Turkey the Bridge
Turkey the Bridge ist ein britischer Kurzfilm von Derek Williams aus dem Jahr 1966, der auch von ihm produziert wurde und mit dem er für den Oscar nominiert war.

## Inhalt

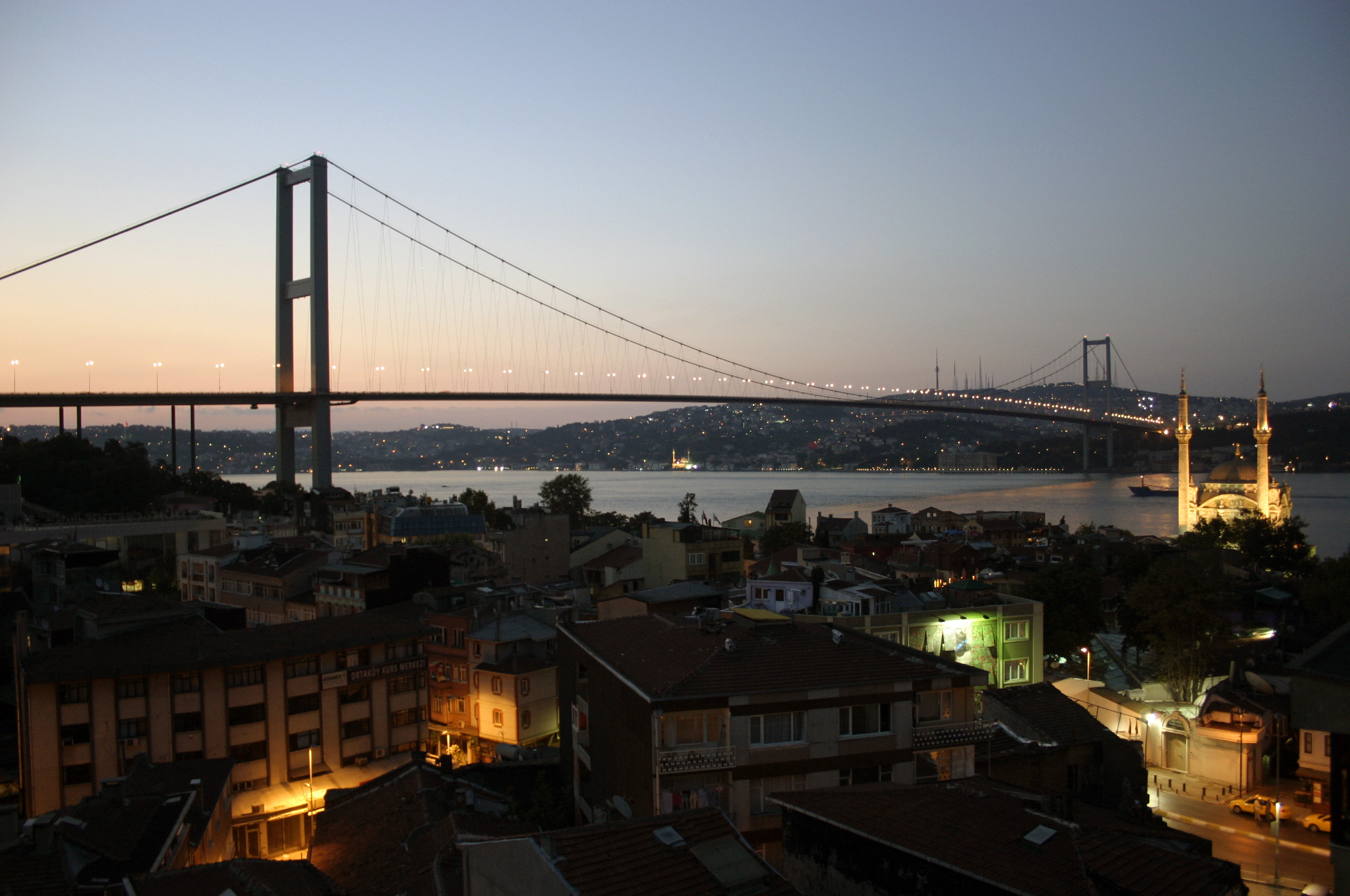
Brücke der Märtyrer des 15. Juli

Im Film erfolgt ein Kurzabriß über die Geschichte der Türkei ab dem Zeitraum 200 vor Christus einschließlich der Türkenkriege und des Angriffs der Griechen im Griechisch-Türkischen Krieg sowie der Entstehung der einzelnen Religionen. Die Kreuzzüge werden ebenso thematisiert wie die Gründung des türkischen Staates im Jahr 1923 als Nachfolgestaat des Osmanischen Reiches. Inhalt des Films ist auch die Brücke der Märtyrer des 15. Juli, die älteste von drei Hängebrücken Istanbuls, die den Bosporus überspannt und das verbindende Element zwischen den beiden Kontinenten Europa und Asien bildet, demzufolge den europäischen mit dem asiatischen Teil der Stadt verbindet. 
Vermischt werden Bilder aus der Vergangenheit mit Bildern der modernen Türkei und deren Bestrebungen, das Land mit allem, was es zu bieten hat, touristisch zu erschließen. 

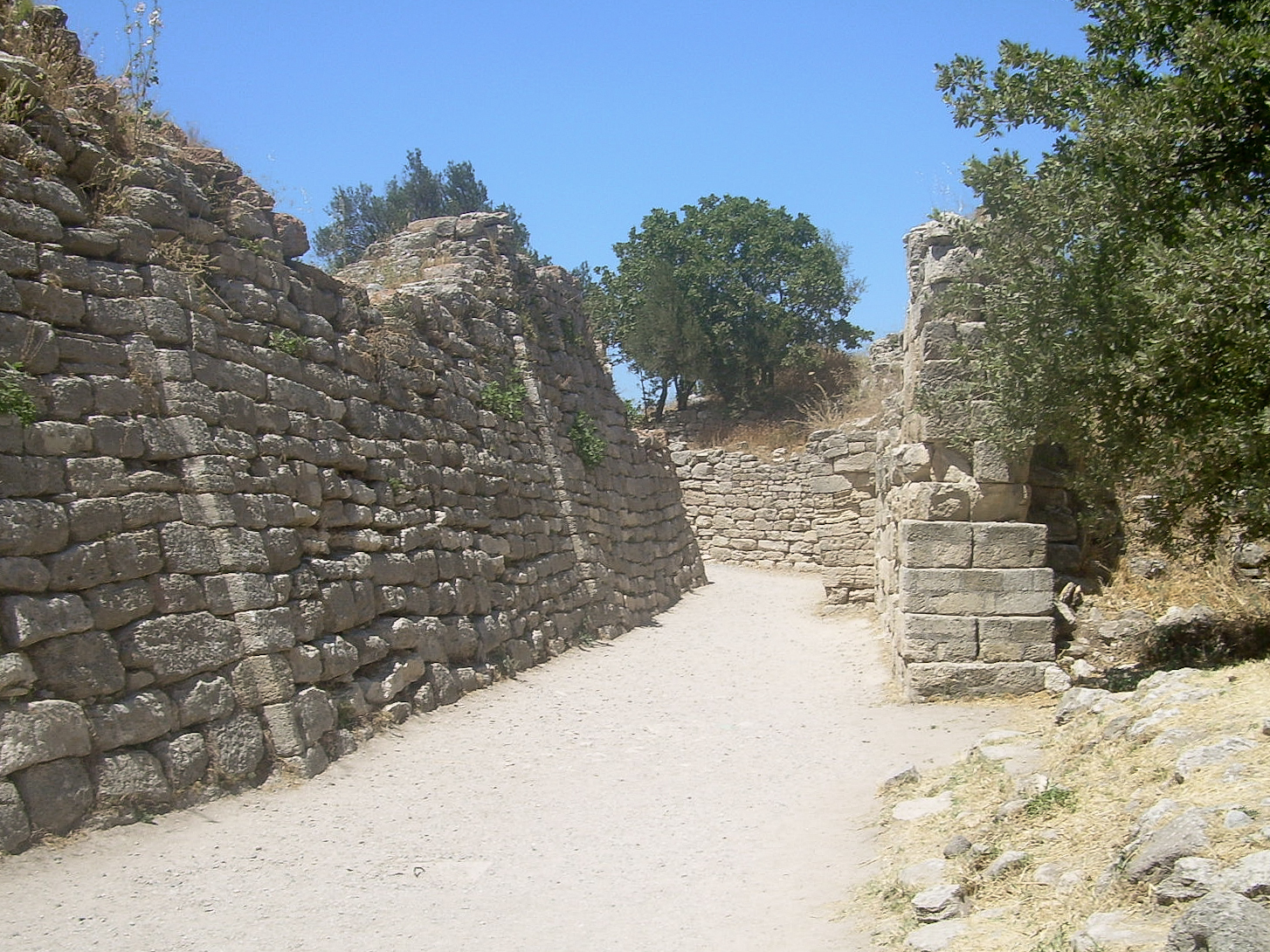
Bronzezeitliche Mauern in Troja, im Film zu sehen

Während der Film mit schönen Landschaftsbildern und Impressionen auf türkische Städte eröffnet, um sodann Bilder zu zeigen, die die Vergangenheit symbolisieren, präsentiert er am Schluss Hülya Babus mit einem Bauchtanz und Gønül Turgut, die uns türkische Musik näherbringt.

## Produktion
Produziert wurde der Film von Samaritan Films in Zusammenarbeit mit Shell Film Unit. Der Vertrieb erfolgte durch Paramount British Pictures und Schoenfeld Films. Gesponsert wurde Turkey the Bridge von der British Petroleum Company. Jack Carruthers fungierte als Produktionsleiter.

## Auszeichnung
Oscarverleihung 1967
- Nominierter: Derek Williams mit dem Film in der Kategorie „Bester Kurzfilm“ (Live Action)
 Der Oscar ging jedoch an Edgar Anstey und den Dokumentar-Kurzfilm Wild Wings über das in einem Feuchtgebiet liegende Wildreservat WWT Slimbridge.